# Weezing
Weezing (japanski: マタドガス Matadogas)) jedan je od 1025 fiktivnih vrsta Pokémona iz medijske franšize Pokémon, skupa Pokémon videoigara, animiranih serija, manga stripova, knjiga, igraćih karata i drugih medija kojima je tvorac Satoshi Tajiri. Svrha je Weezinga u videoigrama, animiranoj seriji i manga stripovima, kao i svrha ostalih Pokémona, borba s divljim Pokémonima – neukroćenim stvorenjima koje igrači i likovi pronalaze dok kreću na razne avanture – i pripitomljenim Pokémonima drugih Pokémon trenera.

## Etimologija imena
Ime Weezing iskrivljenje je engleske riječi wheezing, što znači hroptanje. Kao i prethodnik Koffing, ime mu je aluzija na simptome nadraživanja dišnog sustava koje otrovni plinovi i onečišćen zrak izazivaju.
Matadogas je složenica od japanskih riječi 又 mata = opet/ponovno, 獰 dō = loše ili 毒 doku = otrov te engl. gas = plin. To zapravo znači "ponovno Koffing", te se riječima aludira na to da je Weezing udvostručenje Koffinga. Matadogas također nalikuje na japanski izgovor engleskog naziva za bojni otrov iperit= mustard gas (JP masutādogasu).

## Biološke karakteristike
Weezing je biće koje se sastoji od dvije ljubičaste glave koje spaja treća manja putem dvaju cijevi. Lijeva glava je veća, te ima dva oštra zuba u donjoj čeljusti, i dva tupa u gornjoj. Obje glave imaju tužan izraz lica. Ispod usta veće glave je bijela oznaka mrtvačke glave i prekriženih kostiju, dok manja ima uzorak prstena ispod usta. Svoje otrovne plinove ipušta kroz nekoliko ispupčenih otvora nalik gejzirima. Hrani se plinovima koje otpušta raspad smeća, te nečistim zrakom.
Nastaje miješanjem otrovnih plinova i sporom fuzijom, no moguće je i brže spajanje kao posljedica mutacije.
Weezing ima iste izvore nadahnuća kao i Koffing, iako izgled Weezinga može još podsjećati i na molekulu kemijskog spoja.
U regiji Galar koja se pojavljuje u igrama Pokemon Sword i Shield, Weezing ima regionalni oblik koji nadahnut onečišćenim Londonom 19. i 20. stoljeća odnosno tvorničkim dimnjacima te visokim šeširima koji su se u to vrijeme nosili. Ovaj Weezing ima kao drugi tip Vilinski, te usisava onečišćen zrak, a kroz dimnjake na obje glave ispušta čistu paru.

## Pokédex podaci
- Pokémon Red i Blue: Gdje se dvije vrste otrovnih plinova susreću, dva se Koffinga mogu spojiti u Weezinga kroz mnogo godina.
- Pokémon Yellow: Živi i raste upijajući prašinu, klice i otrovne plinove koji su sadržani u otrovnom otpadu i smeću.
- Pokémon Gold :  Ako se jedan od Koffinga blizanaca napuše, drugi se ispuše. Stalno miješa svoje otrovne plinove.
- Pokémon Silver : Vrhunski parfem se pravi koristeći njegove otrovne plinove njihovim razrjeđivanjem do krajnje razine
- Pokémon Crystal : Kada udahne otrovne plinove iz smeća, proširi se, te njegova unutrašnjost smrdi puno gore.
- Pokémon Ruby/Sapphire : (Ruby ) Weezing voli plinove koje otpušta trulo smeće. Ovaj Pokemon će naći prljavu, neodržavanu kuću, te je učiniti svojim domom. Po noći, dok ukućani spavaju, kopat će po smeću. (Sapphire ): Weezing naizmjence napuhuje i ispuhuje svoja tijela da bi miješao otrovne plinove unutra. Što ih više miješa, to plinovi postaju otrovniji. Pokemon također postane smrdljivijim.
- Pokémon Emerald : Razrjeđujući njegove otrovne plinove u posebnom postupku, može se dobiti parfem najviše kvalitete. Weezingu su plinovi koji izlaze iz smeća prava gozba.
- Pokémon FireRed : Vrlo rijetko, iznenadna mutacija može dovesti do toga da dva mala Koffing blizanca postanu spojeni kao Weezing.
- Pokémon LeafGreen : Gdje se dvije vrste otrovnih plinova susreću, dva se Koffinga mogu spojiti u Weezinga kroz mnogo godina.
- Pokémon Diamond/Pearl : Raste hraneći se plinovima koje otpušta smeće. Iako vrlo rijetki, pronađeni su i trojci.

## U videoigrama
Weezing je prisutan u Pokemon vili na otoku Cinnabaru, u igrama Pokémon Blue, Pokémon Red, i Pokémon LeafGreen. U igri Pokémon Crystal prisutan je u Spaljenom tornju. U igrama Pokémon Diamond, Pearl i Platinum dostupan je na Stazi 227 i Stark planini. Evoluira iz Koffinga kada dosegne barem razinu 35, te ga je na taj način moguće dobiti i u igrama gdje se sam ne pojavljuje u divljini.

## U animiranoj seriji
U Pokemon animiranoj seriji, Koffing Jamesa iz Tima Raketa razvio se u Weezinga u 31. epizodi (Iskopajte te Diglette!). U epizodi Ulovljeni Ego! (A Poached Ego!) Jamesov Weezing i Jessiein Arbok bivaju ostavljeni da štite skupinu Koffinga i Ekansa od krivolovaca. Ash je koristio Weezinga u prijemnom ispitu Pokemon Lige, te je s njim pobijedio instruktorovog Flareona. Kasnije je naredio tom Weezingu da upotrijebi Eksploziju protiv Tima Raketa.

## Tehnike
| Prirodne tehnike             | Prirodne tehnike | Prirodne tehnike |
| ---------------------------- | ---------------- | ---------------- |
| Tehnika                      | Vrsta tehnike    | Razina           |
| Otrovni plin (Poison Gas)    | Otrovni          |                  |
| Obaranje (Tackle)            | Normalni         |                  |
| Smog (Smog)                  | Otrovni          | 6                |
| Dimna zavjesa(SmokeScreen)   | Normalni         | 10               |
| Osiguranje(Assurance)        | Mračni           | 15               |
| Samouništenje (Selfdestruct) | Normalni         | 19               |
| Mulj(Sludge)                 | Otrovni          | 24               |
| Sumaglica(Haze)              | Ledeni           | 28               |
| Dvostruki udarac(Double Hit) | Normalni         | 33               |
| Eksplozija(Explosion)        | Normalni         | 40               |
| Muljevita bomba(Sludge Bomb) | Otrovni          | 48               |
| Okovi sudbine (Destiny Bond) | Duh              | 55               |
| Uspomena (Memento)           | Mračni           | 63               |

## Statistike
| HP:      | 65  |  |
| Attack:  | 90  |  |
| Defense: | 120 |  |
| Special: | 85  |  |
| SpAtk:   | 85  |  |
| SpDef:   | 70  |  |
| Speed:   | 60  |  |

Statistika Special korištena je samo tijekom prve generacije; kasnije je podijeljenja na Special Attack i Special Defense statistike.